# Die Gleichheit
Die Gleichheit (La Igualdad) fue una revista bimestral socialdemócrata publicada por el movimiento proletario femenino en Alemania entre 1892 y 1923. Durante muchos años, fue el órgano de expresión oficial del movimiento socialista femenino internacional.

## Fundación
Die Gleichheit apareció a principios de 1890 como Die Arbeiterin (La Trabajadora), sucesora de la efímera publicación Die Staatsbürgerin (La Ciudadana), fundada por Gertrud Guillaume-Schack e ilegalizada en junio de 1886.
La revista Die Arbeiterin fue publicada por la socialdemócrata Emma Ihrer en Velten durante algo más de un año entre 1890 y 1891, aunque con escaso éxito.
En enero de 1892, cuando la publicación se enfrentaba a la quiebra, la editorial Dietz-Verlag, vinculada al SPD, puso su dirección en manos de Clara Zetkin (1857–1933). Zetkin renombró la revista a Die Gleichheit al asumir el puesto.

## Historia
Zetkin dirigió la revista hasta 1917. En la Primera Conferencia Internacional de Mujeres Socialistas, celebrada en Stuttgart en 1907, se publicó que Die Gleichheit tenía una distribución de 70 000 ejemplares. Se nombró el consejo editorial de la revista como el órgano central del movimiento internacional de mujeres socialistas hasta el siguiente congreso internacional. Para 1910, Die Gleichheit, el órgano central de expresión de las trabajadoras socialistas, tenía una circulación de 80 000 ejemplares. En la Segunda Conferencia Internacional, celebrada en Copenhague en 1910, Die Gleichheit fue reconocido de nuevo como órgano oficial del movimiento internacional de mujeres socialistas.
Entre 1919 y 1922, la revista fue dirigida por Clara Bohm-Schuch, pero en 1923 dejó de publicarse.